# First Division 1971-1972
La First Division 1971-1972 è stata la 73ª edizione della massima serie del campionato inglese di calcio, disputata tra il 14 agosto 1971 e l'11 maggio 1972 e concluso con la vittoria del Derby County, al suo primo titolo.
Capocannoniere del torneo è stato Francis Lee (Manchester City) con 33 reti.

## Stagione

### Novità
Al posto delle retrocesse Burnley e Blackpool sono saliti dalla Second Division il Leicester City e lo Sheffield Utd.

### Avvenimenti
All'iniziale ascesa del Manchester Utd, primo dopo tre gare, rispose immediatamente il neopromosso Sheffield Utd: i Blades tentarono una fuga, inseguiti da un folto gruppo dal quale si staccaron progressivamente i Red Devils, che il 9 ottobre ripresero il comando solitario della graduatoria e presero il largo su di un gruppo di inseguitrici che includeva Derby County, Leeds Utd e Manchester City. Subito dopo il giro di boa la capolista iniziò ad accusare un progressivo calo di rendimento e ad approfittarne furono i rivali cittadini del Manchester City e il Leeds che il 22 gennaio piazzarono il sorpasso. Ottenuto il comando solitario della classifica dopo una settimana, nel mese di febbraio i Citizens si portarono a +4 dal Leeds.
Con il mese di marzo il Leeds calò il ritmo ed emerse prepotentemente il Derby County che, recuperando alcuni match non giocati, ridusse lo svantaggio dalla vetta da -5 a -1 e piazzò il sorpasso il 1º aprile. Inseguiti da un gruppo che, assieme al Manchester City e al Leeds, includeva anche il Liverpool, gli uomini di Brian Clough mantennero il primato per quasi tutto il mese di aprile, venendo risucchiati dai Citizens verso la fine del mese. Recuperando un match non disputato il 1º maggio il Derby County riprese il comando della classifica, assicurandosi il primo titolo la settimana successiva, grazie ai risultati negativi ottenuti dal Liverpool e dal Leeds nei recuperi.
Alle due squadre non rimase quindi che il visto per la qualificazione in Coppa UEFA: la successiva vittoria in FA Cup da parte del Leeds permise poi il ripescaggio del Manchester City, altrimenti estromesso all'ultima giornata dalla zona UEFA per via di un peggior quoziente reti rispetto al Liverpool. Ottennero la qualificazione automatica per la terza competizione europea anche il Tottenham in quanto detentore del trofeo, e lo Stoke City vincitore della Coppa di Lega. I verdetti in zona retrocessione furono invece decisi alla fine di aprile e videro condannati il Nottingham Forest e l'Huddersfield Town, che durante il campionato avevano lottato contro il Crystal Palace.

## Squadre partecipanti
| Club              | Stagione | Città               | Stadio           | Stagione precedente                   |
| ----------------- | -------- | ------------------- | ---------------- | ------------------------------------- |
| Arsenal           | dettagli | Londra              | Arsenal Stadium  | 1º posto in First Division            |
| Chelsea           | dettagli | Londra              | Stamford Bridge  | 6º posto in First Division            |
| Coventry City     | dettagli | Coventry            | Highfield Road   | 10º posto in First Division           |
| Crystal Palace    | dettagli | Londra              | Selhurst Park    | 18º posto in First Division           |
| Derby County      | dettagli | Derby               | Baseball Ground  | 9º posto in First Division            |
| Everton           | dettagli | Liverpool           | Goodison Park    | 14º posto in First Division           |
| Huddersfield Town | dettagli | Huddersfield        | Leeds Road       | 15º posto in First Division           |
| Ipswich Town      | dettagli | Ipswich             | Portman Road     | 19º posto in First Division           |
| Leeds Utd         | dettagli | Leeds               | Elland Road      | 2º posto in First Division            |
| Leicester City    | dettagli | Leicester           | Filbert Street   | 1º posto in Second Division, promosso |
| Liverpool         | dettagli | Liverpool           | Anfield          | 5º posto in First Division            |
| Manchester City   | dettagli | Manchester          | Maine Road       | 11º posto in First Division           |
| Manchester Utd    | dettagli | Manchester          | Old Trafford     | 8º posto in First Division            |
| Newcastle Utd     | dettagli | Newcastle upon Tyne | St James' Park   | 12º posto in First Division           |
| Nottingham Forest | dettagli | Nottingham          | City Ground      | 16º posto in First Division           |
| Sheffield Utd     | dettagli | Sheffield           | Bramall Lane     | 2º posto in Second Division, promosso |
| Southampton       | dettagli | Southampton         | The Dell         | 7º posto in First Division            |
| Stoke City        | dettagli | Stoke-on-Trent      | Victoria Ground  | 13º posto in First Division           |
| Tottenham         | dettagli | Londra              | White Hart Lane  | 3º posto in First Division            |
| West Bromwich     | dettagli | West Bromwich       | The Hawthorns    | 17º posto in First Division           |
| West Ham Utd      | dettagli | Londra              | Boleyn Ground    | 20º posto in First Division           |
| Wolverhampton     | dettagli | Wolverhampton       | Molineux Stadium | 4º posto in First Division            |

## Allenatori e primatisti

### Allenatori
| Squadra           | Allenatore                                    | Calciatore più presente                             | Cannoniere                         |
| ----------------- | --------------------------------------------- | --------------------------------------------------- | ---------------------------------- |
| Arsenal           | Bertie Mee                                    | George Armstrong, Pat Rice (42)                     | Ray Kennedy (12)                   |
| Chelsea           | Dave Sexton                                   | John Hollins (42)                                   | Peter Osgood (19)                  |
| Coventry City     | Noel Cantwell (1ª-29ª) Bob Dennison (30ª-42ª) | Jeff Blocley, Willie Carr, Wilf Smith (42)          | Ernie Hunt (12)                    |
| Crystal Palace    | Bert Head                                     | John Jackson (42)                                   | Bobby Tambling (8)                 |
| Derby County      | Brian Clough                                  | Colin Boulton, Kevin Hector (42)                    | Alan Hinton (15)                   |
| Everton           | Harry Catterick                               | Gordon West (42)                                    | David Johnson, Joe Royle (9)       |
| Huddersfield Town | Ian Greaves                                   | Trevor Cherry, Roy Ellam (42)                       | Jimmy Lawson (9)                   |
| Ipswich Town      | Bobby Robson                                  | Derek Jefferson (42)                                | Rod Belfitt (8)                    |
| Leeds Utd         | Don Revie                                     | Norman Hunter, Peter Lorimer, Paul Madeley (42)     | Peter Lorimer (23)                 |
| Leicester City    | Jimmy Bloomfield                              | David Nish, Stephen Whitworth (42)                  | Leonard Glover, Jon Sammels (5)    |
| Liverpool         | Bill Shankly                                  | Ray Clemence, Emlyn Hughes, Chris Lawler (42)       | John Toshack (13)                  |
| Manchster City    | Malcolm Allison                               | Francis Lee (42)                                    | Francis Lee (33)                   |
| Manchester Utd    | Frank O'Farrell                               | George Best, Bobby Charlton (42)                    | George Best (18)                   |
| Newcastle Utd     | Joe Harvey                                    | Malcolm Macdonald (42)                              | Malcolm Macdonald (23)             |
| Nottingham Forest | Matt Gillies                                  | Peter Hindley (40)                                  | Peter Cormack, Duncan McKenzie (7) |
| Sheffield Utd     | John Harris                                   | Leonard Badger, Eddie Colquhoun, Geoff Salmons (42) | Bill Dearden (16)                  |
| Southampton       | Ted Bates                                     | Mick Channon, Eric Martin (42)                      | Mick Channon (14)                  |
| Stoke City        | Tony Waddington                               | Jackie Marsh (41)                                   | John Ritchie (12)                  |
| Tottenham         | Bill Nicholson                                | Pat Jennings (41)                                   | Martin Chivers (25)                |
| West Bromwich     | Don Howe                                      | John Wile (42)                                      | Tony Brown (17)                    |
| West Ham Utd      | Ron Greenwood                                 | 4 giocatori (42)                                    | Clyde Best (17)                    |
| Wolverhampton     | Bill McGarry                                  | John McAlle, Phil Parkes (42)                       | Derek Dougan (15)                  |

## Classifica finale
|        | Pos. | Squadra           | Pt | G  | V  | N  | P  | GF | GS | QR    |
| ------ | ---- | ----------------- | -- | -- | -- | -- | -- | -- | -- | ----- |
|        | 1.   | Derby County      | 58 | 42 | 24 | 10 | 8  | 69 | 33 | 2.091 |
| [ 24 ] | 2.   | Leeds Utd         | 57 | 42 | 24 | 9  | 9  | 73 | 31 | 2.355 |
|        | 3.   | Liverpool         | 57 | 42 | 24 | 9  | 9  | 64 | 30 | 2.133 |
|        | 4.   | Manchester City   | 57 | 42 | 23 | 11 | 8  | 77 | 45 | 1.711 |
|        | 5.   | Arsenal           | 52 | 42 | 22 | 8  | 12 | 58 | 40 | 1.450 |
| [ 25 ] | 6.   | Tottenham         | 51 | 42 | 19 | 13 | 10 | 63 | 42 | 1.500 |
|        | 7.   | Chelsea           | 48 | 42 | 18 | 12 | 12 | 58 | 49 | 1.184 |
|        | 8.   | Manchester Utd    | 48 | 42 | 19 | 10 | 13 | 69 | 61 | 1.131 |
|        | 9.   | Wolverhampton     | 47 | 42 | 18 | 11 | 13 | 65 | 57 | 1.140 |
|        | 10.  | Sheffield Utd     | 46 | 42 | 17 | 12 | 13 | 61 | 60 | 1.017 |
|        | 11.  | Newcastle Utd     | 41 | 42 | 15 | 11 | 16 | 49 | 52 | 0.942 |
|        | 12.  | Leicester City    | 39 | 42 | 13 | 13 | 16 | 41 | 46 | 0.891 |
|        | 13.  | Ipswich Town      | 38 | 42 | 11 | 16 | 15 | 39 | 53 | 0.736 |
|        | 14.  | West Ham Utd      | 36 | 42 | 12 | 12 | 18 | 47 | 51 | 0.922 |
|        | 15.  | Everton           | 36 | 42 | 9  | 18 | 15 | 37 | 48 | 0.771 |
|        | 16.  | West Bromwich     | 35 | 42 | 12 | 11 | 19 | 42 | 54 | 0.778 |
| [ 26 ] | 17.  | Stoke City        | 35 | 42 | 10 | 15 | 17 | 39 | 56 | 0.696 |
|        | 18.  | Coventry City     | 33 | 42 | 9  | 15 | 18 | 44 | 67 | 0.657 |
|        | 19.  | Southampton       | 31 | 42 | 12 | 7  | 23 | 52 | 80 | 0.650 |
|        | 20.  | Crystal Palace    | 29 | 42 | 8  | 13 | 21 | 39 | 65 | 0.600 |
|        | 21.  | Nottingham Forest | 25 | 42 | 8  | 9  | 25 | 47 | 81 | 0.580 |
|        | 22.  | Huddersfield Town | 25 | 42 | 6  | 13 | 23 | 27 | 59 | 0.458 |

Legenda:
      Campione d'Inghilterra e ammessa in Coppa dei Campioni 1972-1973.
      Ammessa in Coppa delle Coppe 1972-1973.
      Ammesse in Coppa UEFA 1972-1973.
      Retrocesse in Second Division 1972-1973.
Regolamento:
Due punti a vittoria, uno a pareggio, zero a sconfitta.
A parità di punti le squadre venivano classificate secondo il quoziente reti.

### Squadra campione
| Formazione tipo                                                                                                 | Giocatori (presenze) |
| --- | -------------------- |
| Boulton Todd McFarland Robson Webster Durban McGovern Gemmill Hinton Hector O'Hare                              | Colin Boulton (42)   |
| Boulton Todd McFarland Robson Webster Durban McGovern Gemmill Hinton Hector O'Hare                              | Colin Todd (40)      |
| Boulton Todd McFarland Robson Webster Durban McGovern Gemmill Hinton Hector O'Hare                              | Roy McFarland (38)   |
| Boulton Todd McFarland Robson Webster Durban McGovern Gemmill Hinton Hector O'Hare                              | John Robson (40)     |
| Boulton Todd McFarland Robson Webster Durban McGovern Gemmill Hinton Hector O'Hare                              | Ron Webster (38)     |
| Boulton Todd McFarland Robson Webster Durban McGovern Gemmill Hinton Hector O'Hare                              | Alan Durban (31)     |
| Boulton Todd McFarland Robson Webster Durban McGovern Gemmill Hinton Hector O'Hare                              | John McGovern (40)   |
| Boulton Todd McFarland Robson Webster Durban McGovern Gemmill Hinton Hector O'Hare                              | Archie Gemmill (40)  |
| Boulton Todd McFarland Robson Webster Durban McGovern Gemmill Hinton Hector O'Hare                              | Alan Hinton (38)     |
| Boulton Todd McFarland Robson Webster Durban McGovern Gemmill Hinton Hector O'Hare                              | Kevin Hector (42)    |
| Boulton Todd McFarland Robson Webster Durban McGovern Gemmill Hinton Hector O'Hare                              | John O'Hare (40)     |
| Altri giocatori: Terry Hennessey (18), Frank Wignall (11), Jim Walker (6), Steve Powell (4), Anthony Bailey (1) |                      |

## Statistiche

### Squadre

#### Capoliste solitarie
Fonte:
|    | —— | —— | ——            | ——            | ——            | ——            | ——            | ——            | ——            | ——            | ——             | ——             | ——             | ——             | ——             | ——             | ——             | ——             | ——             | ——             | ——             | ——             | ——             | ——             | ——  | ——  | ——  | ——  | ——  | ——  | ——  | ——  | ——  | ——  | ——           | ——           | ——           | ——           | ——           | ——  | ——  | —— |  |
|    |    | MU | Sheffield Utd | Sheffield Utd | Sheffield Utd | Sheffield Utd | Sheffield Utd | Sheffield Utd | Sheffield Utd | Sheffield Utd | Manchester Utd | Manchester Utd | Manchester Utd | Manchester Utd | Manchester Utd | Manchester Utd | Manchester Utd | Manchester Utd | Manchester Utd | Manchester Utd | Manchester Utd | Manchester Utd | Manchester Utd | Manchester Utd |     |     |     |     |     |     |     |     |     |     | Derby County | Derby County | Derby County | Derby County | Derby County | MC  | DC  |    |  |
|    |    |    |               |               |               |               |               |               |               |               |                |                |                |                |                |                |                |                |                |                |                |                |                |                |     |     |     |     |     |     |     |     |     |     |              |              |              |              |              |     |     |    |  |
|    |    |    |               |               |               |               |               |               |               |               |                |                |                |                |                |                |                |                |                |                |                |                |                |                |     |     |     |     |     |     |     |     |     |     |              |              |              |              |              |     |     |    |  |
| 1ª | 2ª | 3ª | 4ª            | 5ª            | 6ª            | 7ª            | 8ª            | 9ª            | 10ª           | 11ª           | 12ª            | 13ª            | 14ª            | 15ª            | 16ª            | 17ª            | 18ª            | 19ª            | 20ª            | 21ª            | 22ª            | 23ª            | 24ª            | 25ª            | 26ª | 27ª | 28ª | 29ª | 30ª | 31ª | 32ª | 33ª | 34ª | 35ª | 36ª          | 37ª          | 38ª          | 39ª          | 40ª          | 41ª | 42ª |    |  |

#### Primati stagionali
- Maggior numero di vittorie: Derby County, Leeds Utd, Liverpool (24)
- Minor numero di sconfitte: Derby County, Manchester City (8)
- Miglior attacco: Manchester City (77)
- Miglior difesa: Liverpool (30)
- Maggior numero di pareggi: Everton (18)
- Minor numero di vittorie: Huddersfield Town (6)
- Maggior numero di sconfitte: Nottingham Forest (25)
- Peggiore attacco: Huddersfield Town (27)
- Peggior difesa: Nottingham Forest (81)

### Individuali

#### Classifica marcatori
Fonte:
| Gol | Rigori |  | Giocatore         | Squadra                                    |
| --- | ------ |  | ----------------- | ------------------------------------------ |
| 33  | 11     |  | Francis Lee       | Manchester City                            |
| 25  |        |  | Martin Chivers    | Tottenham                                  |
| 23  |        |  | Peter Lorimer     | Leeds Utd                                  |
| 23  | 4      |  | Malcolm Macdonald | Newcastle Utd                              |
| 19  |        |  | Peter Osgood      | Chelsea                                    |
| 18  | 2      |  | George Best       | Manchester Utd                             |
| 18  | 4      |  | Ian Storey-Moore  | Nottingham Forest (13), Manchester Utd (5) |
| 17  |        |  | Clyde Best        | West Ham Utd                               |
| 17  | 2      |  | Tony Brown        | West Bromwich                              |
| 16  |        |  | Bill Dearden      | Sheffield Utd                              |
| 15  |        |  | Derek Dougan      | Wolverhampton                              |
| 15  | 6      |  | Alan Woodward     | Sheffield Utd                              |
| 15  | 8      |  | Alan Hinton       | Derby County                               |
| 14  | 1      |  | Mick Channon      | Southampton                                |